# Chika (nome igbo)
Chika  è un nome proprio di persona igbo maschile e femminile.

## Origine e diffusione
Significa "Dio è il più grande" in igbo.

## Onomastico
È un nome adespota, cioè privo di santo patrono; l'onomastico può essere festeggiato il 1º novembre, per la ricorrenza di Ognissanti.

## Persone
- Chika Chukwumerije, taekwondoka nigeriano
- Chika Okeke-Agulu, artista, storico dell'arte e curatore nigeriano
- Chika Unigwe, scrittrice nigeriana